# Șirna
Șirna es una comuna ubicada en el distrito de Prahova, Rumania.

## Superficie
Posee una superficie de 50,11 kilómetros cuadrados.

## Demografía
Hasta 2021 la población era de 4243 habitantes, con una densidad de población de 84,67 habitantes por kilómetro cuadrado.